# Sematophyllum curvirostre
Sematophyllum curvirostre är en bladmossart som beskrevs av Benito C. Tan 2000. Sematophyllum curvirostre ingår i släktet Sematophyllum och familjen Sematophyllaceae. Inga underarter finns listade i Catalogue of Life.